# Acanthotoca muelleri
Acanthotoca muelleri är en fjärilsart som beskrevs av Dyar 1913. Acanthotoca muelleri ingår i släktet Acanthotoca och familjen mätare. Inga underarter finns listade i Catalogue of Life.